# Ovrha
Ovrha je prisilno ostvarenje tražbina na temelju ovršnih i vjerodostojnih isprava (pravomoćne presude, vjerodostojni računi).

## Poveznice
- Sudbena vlast u Hrvatskoj